# Izsakhár
Izsakhár (másképp: Issakár, Isszachár, Jisszakár, héberül:  יִשָּׂשכָר, jelentése: díjjal váltatik meg) bibliai személy, Jákob 9. fia, aki Leától született. Izráel 12 törzse egyikének ősatyja.
Lea ötödik fiaként látta meg a világot. Azért kapta ezt a nevet, mert anyja "bérbe vette" a férjét, Jákobot arra az éjszakára, amikor megfogant. 
A történet így szól:
- "És kiméne Rúben búzaaratáskor, és talált a mezőn mandragóra-bogyókat s vitte azokat az ő anyjának, Leának. És monda Rákhel Leának: Adj nékem kérlek a fiad mandragóra-bogyóiból. Az pedig monda néki: Talán keveselled, hogy elvetted (elszeretted) tőlem az én férjemet, s a fiam mandragóra-bogyóit is elvennéd tőlem? És monda Rákhel: Háljon veled hát az éjjel a te fiad mandragóra-bogyókért. Mikor Jákób este a mezőről jöve, eleibe ment Lea, és monda: Én hozzám jőjj be, mert megvettelek a fiam mandragóra-bogyóiért; és nála hált Jákob azon éjszaka."[1]

Izsakhárnak négy fia született: Thóla, Puvah, Jób és Simrón.

## Izsakhár törzse
Az izraelita honfoglaláskor Jezréel-völgyében és annak környékén kaptak letelepedésre területet.
A törzsből származott Baása, aki Kr. e. 909 körül megölte Nádábot, az Izraeli Királyság gonosz uralkodóját és maga lépett a trónra.